# آنگل-سیو-لنگلا
آنگل-سیو-لنگلا (به فرانسوی: Angles-sur-l'Anglin) یک کمون در فرانسه است که در canton of Saint-Savin واقع شده‌است. آنگل-سیو-لنگلا ۱۴٫۷۵ کیلومتر مربع مساحت دارد ۹۳ متر بالاتر از سطح دریا واقع شده‌است.